# Lancelot
Lancelot (Lancelot du Lac eller Lancelot of the Lake) er ridder ved kong Arthurs hof. Ordene du Lac og of the Lake henviser til, at han blev opfostret af Damen i søen (Søens herskerinde), en gammel keltisk modergudinde.
Mange af stednavnene i Lancelots eventyr er franske, hvor de andre fortællinger i Arthur-legenden finder sted i Storbritannien. Hvor Gawain var særlig populær blandt engelske skribenter, foretrak franskmændene Lancelot, der er Arthurs mægtigste kriger, indtil hans søn Galahad kommer til hoffet. 

## Historisk ophav
Lancelot-skikkelsen har, i lighed med Camelot, sandsynligvis sin oprindelse i Frankrig. Han dukker første gang op i Chrétien de Troyes' Erec, og er senere en hovedskikkelse i Chrétiens Ridderen i kærren. Han genkendes ikke i walisisk tradition, selv om Llwch Lleminawc fra Krigsbyttet fra Annwfn og den irske kriger Llenlleawc fra Culhwch ac Olwen har været omtalt som mulige inspirationskilder. 

## Baggrund
Lancelot er søn af kong Ban af Benwick (eller Benoic) og Elaine. Da Lancelot var spædbarn, blev hans far fordrevet fra sit kongedømme i Bretagne af sin fjende Claudas de la Deserte. Ban og Elaine flygtede med barnet. Mens Elaine så til sin sårede ægtefælle, stjal Damen i søen Lancelot og opdrog ham i sit undersøiske kongedømme, hvoraf tilnavnet du lac/of the lake. Så snart han er gammel nok, sender hun ham til England og Arthurs hof, hvor han bliver én af ridderne af det runde bord. 

## Lancelot og Guinevere
I nogle versioner slås Lancelot til ridder af Arthurs dronning Guinevere og bliver hendes egen ridder, hvad der skaber en splittelse i hans loyalitet til Arthur. Chrétien de Troyes' tredje og bedst kendte romance, Ridderen i kærren, omtaler for første gang to af de vigtigste elementer i Arthur-legenden: Arthurs kongesæde Camelot, og kærlighedsforholdet mellem Guinevere og Lancelot. Chrétien hævder at have fået oplysningerne om det påståede kærlighedsforhold fra grevinden af Champagne, Marie Capet, måske for at fritages for beskyldninger om at forsvare utroskab. I beretningen bortføres dronningen af kong Melegant (eller Melwas) mens hun vogtes af Kay (eller Cei). Denne type bortførelse er velkendt i keltiske sagn, og kaldes aithed hvis kvinden har opmuntret til den, og torchmarc hvis manden tager initiativet. 
Arthur og Gauvain (eller Gawain) skynder sig af sted for at frelse dronningen, og møder en anden redningsmand, hvis navn ikke opgives. Den navnløse rider, så hans hest styrter af det, og tvinges til at kravle op i en forbryders kærre for at nå frem til slottet, hvor dronningen holdes som gidsel. Her udfordrer han Meleagant til duel, hvor han lykkes og mislykkes ud fra Guineveres nykker. Hun ønsker at lære ham en lektie, fordi han tøvede med at kravle op i forbryderkærren, og derved røbede, at han satte sin ære over hendes sikkerhed. Først da han har forstået dét, slipper hun igen Lancelot (som den navnløse ridder viser sig at være), op i sin seng. 

## Lancelot og Elaine af Shalott
En anden kendt skikkelse fra Arthur-legenden er Damen fra Shalott, the fair maid of Astolat (= den kønne pige fra Astolat), der – i lighed med Lancelots mor og hans søn Galahads mor – også hedder Elaine. Elaine den Hvide er datter af Bernhard af Astolat, der holder hende nærmest som sin fange i et tårn, hvor hun ikke tør at se ud af vinduet for ikke at rammes af en forbandelse. Hun må kun se en genspejling af verden i et spejl på sit værelse. En dag får hun et glimt i spejlet af Lancelot, der kommer ridende til Astolat-slottet. Elaine vender sig om og ser ud af vinduet, hvorved hendes spejl går i knas, og hun vikles ind i sin væv som et tegn på, at forbandelsen er vækket til live. Alligevel går hun ned, og stående ved sin fars side hilser hun den fremmede. Hun beder ham om at bære hendes tegn – et rødt ærme – i den kommende turnering. Lancelot ønsker at kæmpe anonymt, men regner med, at ingen vil genkende det røde ærme. Elaine tager hans accept som tegn på hans kærlighed, og lover at passe på hans skjold for ham. Lancelot vinder turneringen, men bliver hårdt såret, og Elaine plejer ham. Han tilbyder hende senere en gave som tak, men hun siger, at hun kun ønsker at være hans kone eller elskerinde. Med tanke på sit forhold til dronningen må han med sorg afslå Elaines ønske. Elaine vender tilbage til slottet, sikker på at dø. I Camelot mødes Lancelot af en rasende Guinevere, der genkendte Elaines tegn. Hun smider det røde ærme i floden, lige da en pram flyder forbi med den døde Elaine i. I hånden holder hun et brev til Lancelot, der bekendtgør for alle, at hun er død af kærlighed til ham, med bøn om, at dronningen og Camelots damer vil bede for hendes sjæl. Lancelot læser det og brister i gråd. 
Tennyson skrev sit digt the Lady of Shalott om hende.

## Lancelot og Galahad
Galahad er uægte søn af Lancelot du Lake og Elaine af Corbenic (i de forskellige kilder også kendt som Helaine, Amite, Heliaebel, Perevida eller Helizabel), undfanget, da Lancelot blev narret til at have samleje med Elaine i den tro, at hun var Guinevere. Hensigten var at frembringe en søn, der nedstammede fra kong Davids hus ligesom Jesus, og fra gralskongerne. Jagten på gralen beretter, at den første fiskerkonge, Alain, havde bragt gralen (som her fremstilles som den tallerken, Jesus brugte, da han spiste af påskelammet) fra saracenernes mytiske land i øst, Sarras, til Corbenic-slottet, hvorved han grundlagde en familie af kongelige gralsvogtere, der kulminerede i Elaines far, kong Pelles af Corbenic. For at helbrede sin bror, den sårede konge, og bringe velstand tilbage til sit land, udtænker kong Pelles en forbindelse mellem Elaine og Lancelot, som er en efterkommer af Jesus. 
Lancelot slår Galahad til ridder lige før Galahad tager til Camelot, og dér overtager sin fars plads i "det farlige sæde" (siege perilous) ved det runde bord. Kun en fuldkommen ridder kunne overleve at sidde i "det farlige sæde". I tydelig modsætning til sin far er Galahad ren i sjæl og krop, hvad der er en forudsætning for at finde gralen.

## Flugten til Frankrig
Ved slutningen af jagten på gralen er kun få af ridderne i live. De yngre ridderes leder er Mordred, Arthurs søn med sin halvsøster, dronning Morgause. Mordred og hans halvbror Agravaine afslører forholdet mellem Lancelot og Guinevere, som er genoptaget efter Lancelots hjemkomst fra jagten på gralen. De to tager Lancelot på fersk gerning i dronningens værelser, men Agravaine falder for Lancelots sværd, da denne flygter fra Camelot. Guinevere må efter Arthurs love henrettes for forræderi. Gawain overtaler Arthur til at angribe Lancelot i hans slot Joyous Gard i Frankrig. Mens kongen er borte, gør Mordred oprør, overtager tronen ved et kup og holder Guinevere fanget, hvilket tvinger Arthur til at vende hjem – uden Lancelot. Gawain dør af skader, Lancelot påfører ham, og Arthur har nu kun meget få riddere til at hjælpe sig mod Mordred.  I slaget ved Camlann falder Arthur og Mordred. Lancelot vender tilbage til England for at overtale Guinevere til at følge med til Frankrig; men hun er tynget af skyld. Hun er blevet nonne og beder ham om at fortryde deres kærlighed, der har kostet så mange livet. Lancelot trækker sig tilbage til et eremitsamfund og finder først trøst i døden. 